# Michin
Stephanie Yim Bell (* 16. April 1989 in Fontana, Kalifornien) ist eine amerikanische Wrestlerin. Sie steht zurzeit bei der WWE unter Vertrag und tritt regelmäßig in deren Show SmackDown unter dem Namen Michin auf.

## Wrestling-Karriere

### Verschiedene Independent Promotions (2009–2015)
Sie begann im Alter von 18 Jahren während ihres Studiums, an einer Wrestling-Schule in Manassas, Virginia zu trainieren. Sie trainierte achtzehn Monate, bevor sie am 22. August 2009 ihr Debüt gab und den Ringnamen Mia Yim annahm. Nachdem sie außerhalb von Virginia gebucht wurde, rang sie für Jersey All Pro Wrestling und traf auf Wrestler wie Annie Social, Angeldust und Brittany Force. Während dieser Zeit lernte sie Daizee Haze kennen, durch die sie an der Ring of Honor Wrestling Academy zu trainieren begann und arbeitete. Darüber hinaus kämpfte sie für International Wrestling Cartel, Real Championship Wrestling, Northeast Wrestling und Maryland Championship Wrestling. Nach ihrem College-Abschluss erhielt Yim 2011 die Einladung, in Japan mit Pro Wrestling Reina von Universal Woman zu trainieren.
Yim debütierte im August 2012 für Shine Wrestling und besiegte Sassy Stephie. In den Jahren 2012 und 2013 traf sie auf Wrestler, wie Jessicka Havok und Tina San Antonio, bevor sie an dem Turnier teilnahm, um den ersten Shine Champion zu ermitteln. Sie besiegte Mercedes Martinez und weitere, im Finale verlor sie dann jedoch gegen Rain verlor. Als Teil von Shine trat sie auch für Evolve auf und trat gegen Vélez und Su Yung an. Am 28. Februar 2014, bei Shine 17, hat sich Yim während des Shine Tag Team Championship Turniers mit Leva Bates zusammengetan. Zusammen gewannen sie schlussendlich die Titel. Am 27. Juni verloren sie die Titel jedoch gegen Legendary Malia Hosaka und Brandi Wine. Am 16. November 2014 besiegte Yim während der WWNLive-Tour in China Ivelisse Vélez, um die Shine Championship zu gewinnen. Damit war sie die erste Frau, die sowohl die Shine-Meisterschaft als auch die Shine Tag Team Championship gewann. Bei Shine 26 am 3. April 2015 verlor Yim den Titel gegen die NWA Womens Championesse Santana Garrett. In den Jahren 2014 und 2015 trat Yim mehrmals in der WWE als einer der Rose Buds von Adam Rose auf.

### Total Nonstop Action Wrestling (2015–2017)
Im April 2015 begann TNA mit der Ausstrahlung von Vignetten, für das Debüt von The Dollhouse Yim und Marti Bell, bei dem Yims Ringname in Jade geändert wurde. Jade und Bell debütierten am 24. April in der TKO: Night of Knockouts-Ausgabe von Impact Wrestling, wo Jade durch Disqualifikation gegen Laura Dennis verlor. Später in dieser Nacht halfen Jade und Marti Taryn Terrell, ihre TNA Knockouts Championship gegen Awesome Kong zu behalten, wobei Terrell sich dann The Dollhouse anschloss. Die Dollhouse rangen ihr erstes Match, als Team in der Folge von Impact Wrestling am 8. Mai, in der sie Awesome Kong und Gail Kim in einem 3 on 2 Handicap Match besiegten.
In der Folge von Impact Wrestling vom 23. September forderte Jade Gail Kim erfolglos für die TNA Knockouts Championship heraus. Auch eine weitere Titelchance konnte sie nicht, für sich nutzen. Am 5. April besiegte Jade Kim und Madison Rayne in einem Triple Threat Match und gewann die TNA Knockouts Championship. Die Regentschaft hielt 87 Tage und verlor den Titel, schlussendlich am 12. Juni 2016 an Sienna. Hiernach konnte sie sich den Titel nicht zurück erringen.
Mitte Januar 2017 kam es zu einer Fehde zwischen Rosemary und Jade, welche sie jedoch nicht gewinnen konnte. Jade erhielt einen Rückkampf gegen Rosemary in der Folge von Impact Wrestling am 2. März in einem Last Knockout Standing Match, das sie verlor. Dies war Jades letztes Match in TNA, hiernach lief ihr Vertrag aus, welchen sie nicht verlängerte.

### World Wrestling Entertainment (2017–2021)
Am 13. Juli 2017 kehrte Yim zur WWE zurück, indem sie am Mae Young Classic Turnier teilnahm und Sarah Logan in der ersten Runde besiegte. Am folgenden Tag wurde Yim, in der zweiten Runde von Shayna Baszler aus dem Turnier eliminiert. Am 9. August 2018 kehrte sie erneut zurück, um ein zweites Mal am Mae Young Classic Turnier teilzunehmen. Jedoch erreichte sie auch hier nur das Viertelfinale. Nach ihrer Leistung, bei der Mae Young Classic am 24. September wurde bestätigt, dass Yim einen Vertrag bei der WWE unterschrieben hat. Nur einen Monat später, in der NXT-Folge vom 24. Oktober, gab Yim ihr Debüt und besiegte Aliyah. Hiernach begann sie eine Fehde gegen Bianca Belair, welche sie gewann. Am 10. August bei NXT TakeOver: Toronto verlor Yim ein Match um die NXT Women’s Championship gegen Shayna Baszler. Hiernach begann sie eine Fehde gegen Dakota Kai, welche von ihr gewonnen wurde.
Am 21. September 2020, wurde sie als Teil des Stables Retribution bekannt gegeben und erhielt den Ringnamen Reckoning. Sie begannen hiernach eine Fehde mit The Hurt Business bestehend aus Bobby Lashley, MVP, Shelton Benjamin und Cedric Alexander. Diese Fehde konnten sie jedoch nicht gewinnen. Am 21. März 2021 wurde das Stable getrennt, nachdem sie ihren Anführer Mustafa Ali abfertigten. Am 4. November 2021 wurde sie von der WWE entlassen.

### Rückkehr zu World Wrestling Entertainment (seit 2022)
Am 7. November 2022 kehrte sie zur WWE zurück, indem sie Rhea Ripley bei der Raw-Ausgabe attackierte und schloss sich der Gruppierung The O.C bestehend aus AJ Styles, Karl Anderson und Luke Gallows an. Am 28. April 2023 wurden sie zu SmackDown gedraftet.

## Titel und Auszeichnungen
- Big Time Wrestling
  - BTW Women’s Championship (1×)

- DDT Pro-Wrestling
  - Ironman Heavymetalweight Championship (1×)

- Florida Underground Wrestling
  - NWA FUW Women’s Championship (1×)

- Shine Wrestling
  - Shine Championship (1×)
  - Shine Tag Team Championship (1×) mit Leva Bates

- Tidal Championship Wrestling
  - TCW Women’s Championship (1×)

- Total Nonstop Action Wrestling
  - TNA Knockouts Championship (1×)
  - Queen of the Knockouts (2016)
  - TNA World Cup (2016)

- Southside Wrestling
  - Queen of Southside Championship (1×)

- Pro Wrestling Illustrated
  - Nummer 6 der Top 50 Wrestlerinnen in der PWI der Frauen in 2016